# In persona episcopi
In persona episcopi, literalmente "na pessoa do bispo" é uma expressão latina usada pela Santa Sé para indicar a união de duas (ou mais) dioceses, com as quais as estruturas de cada diocese permanecem inalteradas (seminários, catedrais, cabidos, ofícios da cúria) com exceção do ministério episcopal, que é exercido por um único bispo.
É a forma mais branda de união entre dioceses e pode ser temporária. Em alguns casos, as uniões episcopais em uma pessoa eram uma solução de transição para a união Æque principaliter ou a união plena.

## Circunscrições eclesiásticas unidasIn persona espicopi
Atualmente, as circunscrições eclesiásticas unidas pelo mesmo bispo são as seguintes:
- Irão — Arquieparquia de Úrmia e eparquia de Salmas, desde 6 de outubro de 1930;
- Grécia — Diocese de Siro e Milos e diocese de Santorini, desde 29 de maio de 1947;[2]
- França — Arquidiocese de Sens e Prelazia da Missão da França, desde 2 de agosto de 1996;[3]
- Itália — Diocese de Cuneo e diocese de Fossano, desde 1 de fevereiro de 1999;[4]
- Espanha — Diocese de Huesca e diocese de Jaca, desde 23 de outubro de 2003;[5]
- Itália — Diocese de Tivoli e Diocese de Palestrina, desde 19 de fevereiro de 2019;[6]
- Itália — Diocese de Nuoro e diocese de Lanusei, desde 9 de abril de 2020;[7]
- Canadá — Diocese de Saint-Jérôme e diocese de Mont-Laurier, desde 1 de junho de 2020;[8][9]
- Itália — Arquidiocese de Camerino-San Severino Marche e diocese de Fabriano-Matelica, desde 27 de junho de 2020.[10]
- Itália — Arquidiocese de Módena-Nonantola e Diocese de Carpi, desde 7 de dezembro de 2020.[11]
- Itália — Diocese de Teano-Calvi e Diocese de Alife-Caiazzo, começando em 26 de fevereiro 2021;
- Itália — Diocese de Pozzuoli e Diocese de Ischia, de 22 de maio de 2021;
- Itália — Diocese de Grosseto e Diocese de Pitigliano-Sovana-Orbetello, de 19 de junho de 2021;[12]
- Itália — Diocese de Assis-Nocera Umbra-Gualdo Tadino e Diocese de Foligno, de 26 de junho de 2021;[13]
- Itália — Arquidiocese de Oristano e Diocese de Ales-Terralba, desde 3 de julho de 2021.[14]
- Espanha — Diocese de Ciudad Rodrigo e Diocese de Salamanca, desde 15 de novembro de 2021;[15]
- Itália — Arquidiocese de Turim e Diocese de Susa, desde 19 de fevereiro de 2022.[16]
- Itália — Diocese de Gubbio e Diocese de Città di Castello, desde 7 de maio de 2022.[17]
- Itália — Arquidiocese de Siena-Colle di Val d'Elsa-Montalcino e Diocese de Montepulciano-Chiusi-Pienza, desde 21 de julho de 2022.[18]
- Itália — Arquidiocese de Matera-Irsina e Diocese de Tricarico, desde 4 de março de 2023.[19]
- Itália — Arquidiocese de Cápua e Diocese de Caserta, desde 11 de dezembro de 2023 [20]
- Itália — Diocese de Ascoli Piceno e Diocese de San Benedetto del Tronto-Ripatransone-Montalto, desde 2 de maio de 2024.[21]

Alguns Ordinariatos militares e Ordinariato para os fiéis de rito oriental são chefiados por um arcebispo ou bispo residencial:
- o Ordinário Militar na Bélgica é o Arcebispo da Malines-Bruxelas;
- o Ordinário militar na Alemanha é o bispo da Essen;
- o Ordinário Militar na Indonésia é o Arcebispo da Jacarta;
- o Ordinário Militar na Nova Zelândia é o Arcebispo da Wellington;
- o Ordinário Militar da República Dominicana é o arcebispo da Santo Domingo;
- o Ordinário Militar da África do Sul é o Arcebispo da Pretória;
- o ordinário da Argentina é o arcebispo da Buenos Aires;
- o Ordinário da Áustria é o arcebispo da Viena;
- o ordinário do Brasil é o arcebispo da Belo Horizonte;
- o Ordinário da França é o arcebispo da Paris;
- o Ordinário da Polônia é o arcebispo da Varsóvia;
- o ordinário da Espanha é o arcebispo da Madrid.

Algumas missões sui iuris também são confiadas a um arcebispo:
- o arcebispo da Detroit é superior da Missão sui iuris das Ilhas Cayman;
- o arcebispo da Newark é superior da Missão sui iuris de Turcas e Caicos;
- o arcebispo da Samoa-Apia é superior da Missão sui iuris de Tokelau.

O Arcebispo da Sens foi encarregado da missão da França, desde 2 de agosto 1996.
Nas Igrejas Orientais Católicas, as seguintes circunscrições são governadas pelo mesmo prelado:
- o Arquieparquia de Haifa e a Terra Santa e os exarcados patriarcais do Jordânia e Jerusalém e Palestina dos Maronitas;
- a eparquia do Cairo dos Sírios e o territórios dependentes do Sudão e do Sudão do Sul.
- a eparquia de São Gregório de Narek em Buenos Aires dos armênios e o exarcado apostólico da América Latina e México dos armênios.